# The Pelayos
The Pelayos es una película española dirigida por Eduard Cortés y protagonizada por Daniel Brühl, Lluís Homar, Miguel Ángel Silvestre y Blanca Suárez, entre otros. Basada en la historia real de la familia de Gonzalo García-Pelayo, que logró desbancar casinos de todo el mundo con un método legal, basado en la imperfección de la ruleta. A medida que pasa la película se van complicando las cosas, sin embargo ellos no se rinden, lo que significará más puntos a su favor.
Su estreno se produjo en el Festival de Málaga de 2012.

## Argumento de la película
The Pelayos es la emocionante aventura de un grupo de jóvenes con pocas perspectivas de futuro a los que se les presenta la gran oportunidad: cambiar su suerte y disfrutar de una aventura que se convertirá en un modo de vida absolutamente a contracorriente, desbancar los casinos del mundo con un método infalible basado en la imperfección de la ruleta.
Hay una incongruencia en el argumento, ya que hablan de euros y aparecen estos cuando cuenta una historia de los 90

## Reparto
| Personaje             | Actor/Actriz           |
| --------------------- | ---------------------- |
| Iván                  | Daniel Brühl           |
| Gonzalo García-Pelayo | Lluís Homar            |
| Alfredo               | Miguel Ángel Silvestre |
| Marcos                | Oriol Vila             |
| Balón                 | Vicente Romero         |
| Vanessa               | Marina Salas           |
| Shui                  | Huichi Chiu            |
| Ingrid                | Blanca Suárez          |
| La Bestia             | Eduard Fernández       |